# Villa Friedenberg
Villa Friedenberg è una villa veneta situata ad Asseggiano, località posta a nord di Chirignago, nel comune di Venezia.

## Descrizione
Si trova all'incrocio tra la via Asseggiano e la via Risorgimento, che la collega a Chirignago.
È composta dalla casa padronale, ottocentesca, e da due corpi laterali, quello a sinistra in linea (tardo Seicento), l'altro perpendicolare (metà Ottocento). Probabilmente il complesso fu costruito su delle preesistenze della famiglia Prezzato, cosa confermata dalle mappe del catastico di Tommaso Scalfarotto, risalenti al 1781. Fu poi del generale ungherese Samuel Gyulaj e quindi ceduta alla famiglia Friedenberg, anch'essa ungherese e di stirpe ebraica.

## Storia
Costruita nel XVIII secolo, nel 1877 la villa divenne di proprietà del generale del Regio Esercito Samuel Gyulaj, che la cedette a una famiglia ungherese. Gli ungheresi a loro volta, cedettero la proprietà alla stirpe ebraica Friedenberg, il cui capofamiglia Vittorio fu sindaco di Chirignago agli inizi del ‘900.
Nel 1943, fu un riparo per sfollati ed ebrei che sfuggivano ai bombardamenti alleati e alla persecuzione da parte dei nazisti.
Durante il secondo conflitto mondiale, chi abitava la villa notava spesso strani movimenti. Non era raro vedere arrivare carretti trainati dai cavalli ricolmi di ebrei verso sera. I malcapitati venivano condotti qui, prima di raggiungere i campi di sterminio nazisti.
Nell’edificio gli ebrei venivano ammassati in un’unica stanza, che doveva ospitare dalle 30 alle 50 persone.
Quelle persone, passavano la notte nella villa, per poi essere spedite a nord il giorno seguente. 
I residenti veneti scoprirono solo dopo la guerra quale fosse il destino di quegli ebrei, i quali lasciarono sulle pareti della villa un’ultima triste testimonianza: il proprio nome, scritto sull’intonaco.
Oggi la villa è quasi totalmente crollata e devastata ed è inoltre dichiarata di particolare interesse storico-artistico dal “Ministero per i Beni Culturali e Ambientali” (dichiarazione n° 48755 del 10.11.1995), ma nulla sembra muoversi nella direzione di un suo doveroso e importante recupero.